# حسینیه حاج علی وکیل
حسینیه حاج علی وکیل مربوط به دوره قاجار است و در لار، محله سبز کوه واقع شده و این اثر در تاریخ ۱۹ مرداد ۱۳۸۴ با شمارهٔ ثبت ۱۲۶۹۲ به‌عنوان یکی از آثار ملی ایران به ثبت رسیده است.